# Saliocleta nonagrioides
Saliocleta nonagrioides är en fjärilsart som beskrevs av Walker 1862. Saliocleta nonagrioides ingår i släktet Saliocleta och familjen tandspinnare. Inga underarter finns listade.